# Гринцевич, Михаил Николаевич
Михаил Николаевич Гринцевич (1862 — не ранее 1916) — член Государственной думы I созыва от Виленской губернии.

## Биография
Родился в 1862 году (по другим данным в 1863). Католик, крестьянин Свирской волости Свенцянского уезда Виленской губернии.
Окончил народное училище. Занимался земледелием, состоял членом уездного комитета по улучшению быта крестьян.
В 1906 году был избран членом Государственной думы I созыва от Виленской губернии. Входил в группу беспартийных. Дважды выступал по аграрному вопросу.
Судьба после 1916 года неизвестна.